# Sergio Méndez Arceo

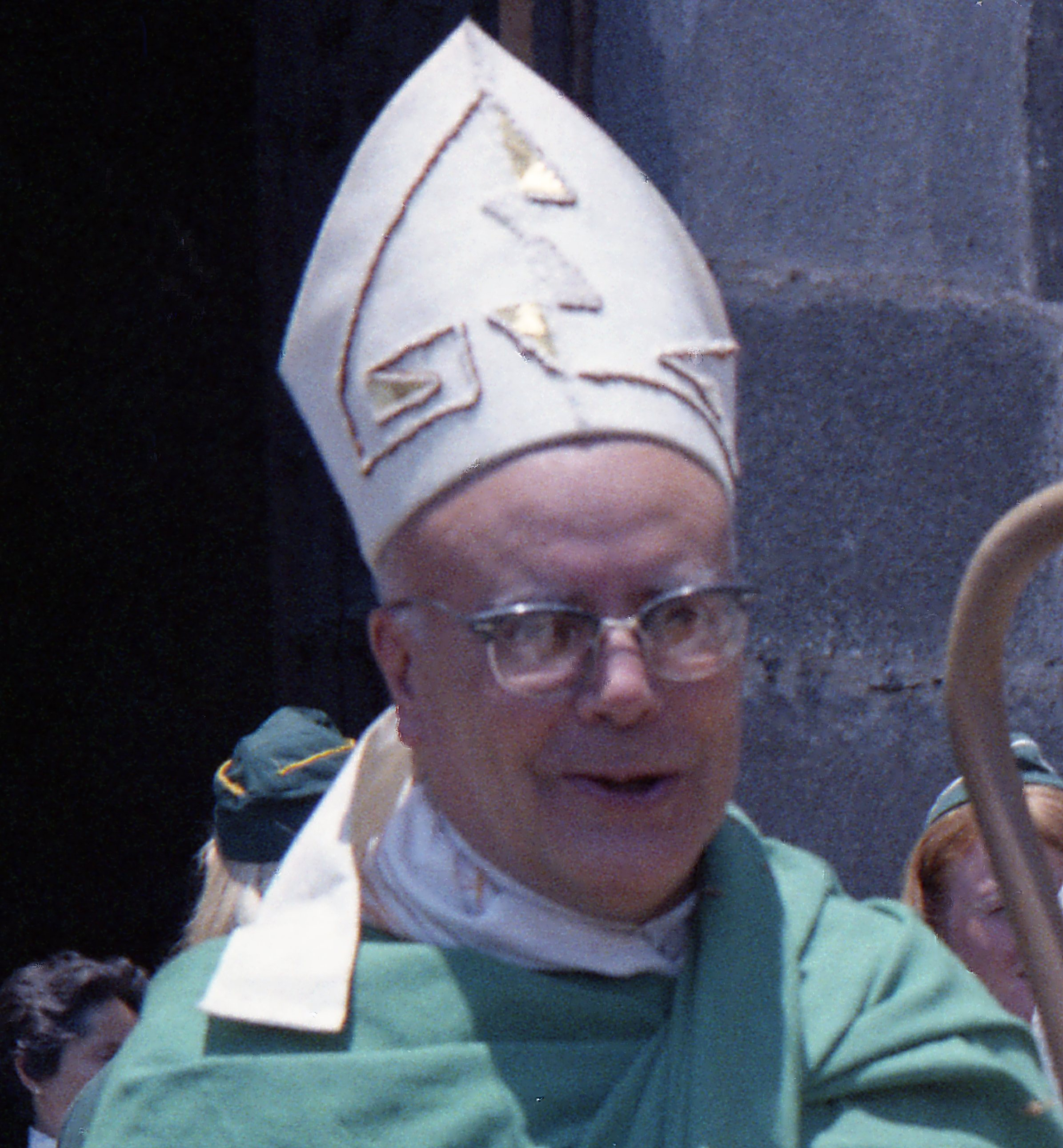
Sergio Méndez Arceo 1970

Sergio Méndez Arceo (* 28. Oktober 1907 in Tlalpan/Mexico; † 5. Februar 1992 in Morelos) war ein mexikanischer römisch-katholischer Geistlicher, Vertreter der „Theologie der Befreiung“, von 1954 bis 1972 Mitglied der mexikanischen Akademie der Geschichte und Bischof von Cuernavaca.

## Leben
Sergio Méndez Arceo empfing am 28. Oktober 1934 die Priesterweihe. Studiert hatte er an der Universität Gregoriana in Rom.
Papst Pius XII. ernannte Sergio Méndez Arceo am 11. März 1952 zum Bischof von Cuernavaca. Die Bischofsweihe spendete ihm der Erzbischof von Mexiko-Stadt, Luis María Martínez y Rodríguez, am 30. April desselben Jahres. Mitkonsekratoren waren der Bischof von Tulancingo, Miguel Darío Miranda y Gómez, und der Bischof von Zamora, José Gabriel Anaya y Diez de Bonilla.
Als Konzilsvater nahm er an allen vier Sitzungsperioden des Zweiten Vatikanischen Konzils teil. Dabei beteiligte er sich unter anderem an der Erarbeitung des Dekretes Christus Dominus.
Papst Johannes Paul II. nahm 28. Dezember 1982 seinen altersbedingten Rücktritt an.

## Soziale Aktivität
Bischof Méndez engagierte sich auf der Seite der Marginalisierten in der mexikanischen Gesellschaft und stützte sich dabei auf linke Gruppen, weshalb er den Spitznamen „Roter Bischof“ erhielt.
Im Juni 1963 beriet er mit anderen leitenden Geistlichen Lateinamerikas und dem Kölner Generalvikar Joseph Teusch darüber, welche Projekte das katholische Hilfsprojekt Adveniat in diesem Jahr fördern solle.
Bischof Méndez beteiligte sich 1972 am Kongress der Christen für den Sozialismus. Dabei war er der wichtigste Beförderer einer Diskussion über die sozialistische Gesellschaftstheorie, vor allem der marxistischen, der sozialen Veränderung, der religiösen Erscheinungen und ihrer Auswirkungen auf die gesellschaftlichen Entwicklungen in Lateinamerika. Er arbeitete mit am “Centro de Información y Documentation Católica” (CIDOC). Die Folge dieser Aktivitäten bestand darin, dass der Vatikan ihn von allen kirchlichen Ämtern und der Teilnahme an den Kursen zur Erarbeitung des Programms von CIDOC ausschloss.
Er war ein Lehrer der Theologie der Befreiung und der sogenannten Progressiven Katholiken. In der ersten Etappe wurde er zum Inspirator der „Unabhängigen Gewerkschaftsbewegung“, die in den 1970er Jahren gegründet wurde. Er unterstützte die Gründung der Sprachschule CETLALIC. Er unterstützte die Bildung der Organisation Desarrollo Rural de Hidalgo A.C. (DERHGO), Hidalgo (Ländliche Entwicklung von Hidalgo). DERHGO wurde 1978 in Tulancingo/Hidalgo mit dem Ziel gegründet, die Lebensbedingungen der kleinbäuerlichen indigenen und nicht-indigenen Bevölkerung der Region durch Hilfe zur Selbsthilfe zu verbessern.
Méndez gehörte 1980 zu den Teilnehmern der Trauerfeier für den ermordeten Erzbischof von San Salvador, Óscar Romero, bei der 40 Menschen von Todesschwadronen ermordet wurden.
1985 war er Teilnehmer der VI. Allchristlichen Friedensversammlung (ACFV) in Prag, auf der er eines der Hauptreferate hielt. Die Versammlung wählte ihn ins Präsidium sowie in den Ausschuss zur Fortsetzung der Arbeit (AFA).

## Wirkung
Die Stiftung Sergio Méndez Arceo vergibt einen nationalen Menschenrechtspreis. Am 7. Mai 2011 wurde er an den Vereinigten Rat der Völker zur Verteidigung des Río Verde COPUDEVER (Consejo de Pueblos Unidos por la Defensa del Río Verde) vergeben, der sich gegen ein geplantes Wasserkraftwerk im Bundesstaat Oaxaca engagiert.
Aufgrund zahlreicher Verletzungen der bürgerlich-politischen Menschenrechte in der Region gründete sich 1990 als Nebenarm von DERHGO das Comité Sergio Méndez Arceo, Pro Derechos Humanos de Tulancingo, A.C. Es betreut die Opfer gewalttätiger Übergriffe und bietet Kurse und Seminare zum Thema Menschenrechte an.

## Veröffentlichungen
- La Real y Pontificia Universidad de México. 1952
- Friedliche Koexistenz und Befreiung. In: Gott ruft: Wählt das Leben! Die Stunde eilt!. Christen im Widerstand gegen die Mächte des Todes – auf dem Wege zur Frieden und Gerechtigkeit für alle. Sechste Allchristliche Friedensversammlung Prag 2.–9. Juli 1985, Prag 1985